# Panoramique des Dômes
| Zahnradbahn Panoramique des Dômes |                                   |                                  |                            |
| |                                   |                                  |                            |
| Streckenlänge: | 5,3 km                            |                                  |                            |
| Spurweite: | 1000 mm (Meterspur)               |                                  |                            |
| Stromsystem: | 1500 V =                          |                                  |                            |
| Maximale Neigung: | 155 ‰                             |                                  |                            |
| Minimaler Radius: | 70 m                              |                                  |                            |
| Zahnstangensystem: | Strub                             |                                  |                            |
| |                                   |                                  |                            |
| Region (FR): | Auvergne-Rhône-Alpes              |                                  |                            |
| Zahl der Züge | vier elektrische Gelenktriebwagen |                                  |                            |
| \| \| -0,44 \| Depot/Werkstätte \| Depot/Werkstätte \| \| \| \| Beginn Zahnstange \| \| \| \| 0,00 \| Maison de site (Besucherzentrum) \| 890 m \| \| \| \| ehem. von Clermont-Ferrand \| \| \| \| \| \| \| \| \| \| Chemin des Gouris \| \| \| \| \| Chemin des Muletiers \| \| \| \| 2,73 \| Ausweiche \| 1168 m \| \| \| \| Route du Puy-de-Dôme \| \| \| \| \| Beginn Überdeckung \| \| \| \| 4,83 \| Gare de sommet (Bergstation) \| 1409 m \| |                                   |                                  |                            |
| Betriebs-/Güterbahnhof Streckenanfang | -0,44                             | Depot/Werkstätte                 | Depot/Werkstätte           |
| |                                   | Beginn Zahnstange                |                            |
| Haltepunkt / Haltestelle | 0,00                              | Maison de site (Besucherzentrum) | 890 m                      |
| Abzweig geradeaus und ehemals nach rechts |                                   | ehem. von Clermont-Ferrand       | ehem. von Clermont-Ferrand |
| Bahnübergang |                                   |                                  |                            |
| Bahnübergang |                                   | Chemin des Gouris                | Chemin des Gouris          |
| Bahnübergang |                                   | Chemin des Muletiers             | Chemin des Muletiers       |
| Dienststation / Betriebs- oder Güterbahnhof | 2,73                              | Ausweiche                        | 1168 m                     |
| Bahnübergang |                                   | Route du Puy-de-Dôme             | Route du Puy-de-Dôme       |
| Tunnelanfang |                                   | Beginn Überdeckung               | Beginn Überdeckung         |
| Haltepunkt / Haltestelle Streckenende (im Tunnel) | 4,83                              | Gare de sommet (Bergstation)     | 1409 m                     |

Die Panoramique des Dômes ist eine Zahnradbahn in Frankreich mit einer Streckenlänge von 5,1 km. Sie erlaubt den Gipfel des Puy de Dôme zu erreichen. Bauherr war der Conseil général du Puy-de-Dôme, der den Bau im Jahre 2008 beschloss.
Die kanadische Gruppe SNC Lavalin hat die Bahn erbaut und betreibt sie durch eine Filiale namens TC Dôme im Rahmen eines Auftrags für einen Service public auf Dauer von 35 Jahren. Die Bauarbeiten begannen im August 2010 und die Inbetriebnahme erfolgte am 28. Juni 2012. Die Fahrzeuge des Typs GTW der vierten Generation wurden von Stadler Rail geliefert. Das Fahrpersonal wurde zunächst von Transdev Auvergne gestellt, seit 2013 lag die Betriebsführung bei der Chemins de fer et transport automobile (CFTA), die 2019 wiederum in Transdev Rail umfirmiert wurde.
Die Bahn, die auch als Chemin de fer à crémaillère du puy de Dôme bezeichnet wird, kann pro Stunde 1200 Personen transportieren. Der Bau kostete insgesamt 86 Millionen Euro.

## Geschichte

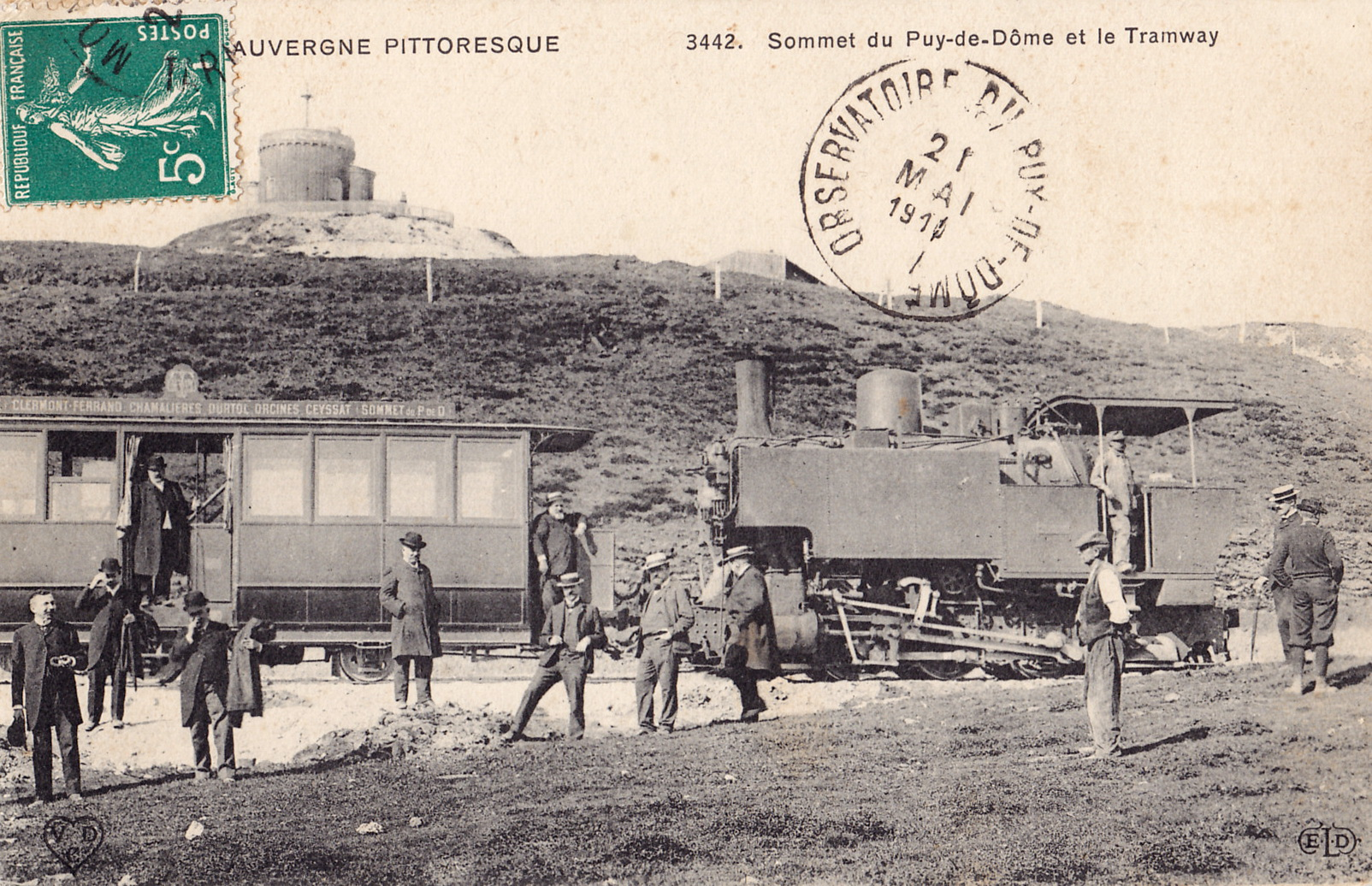

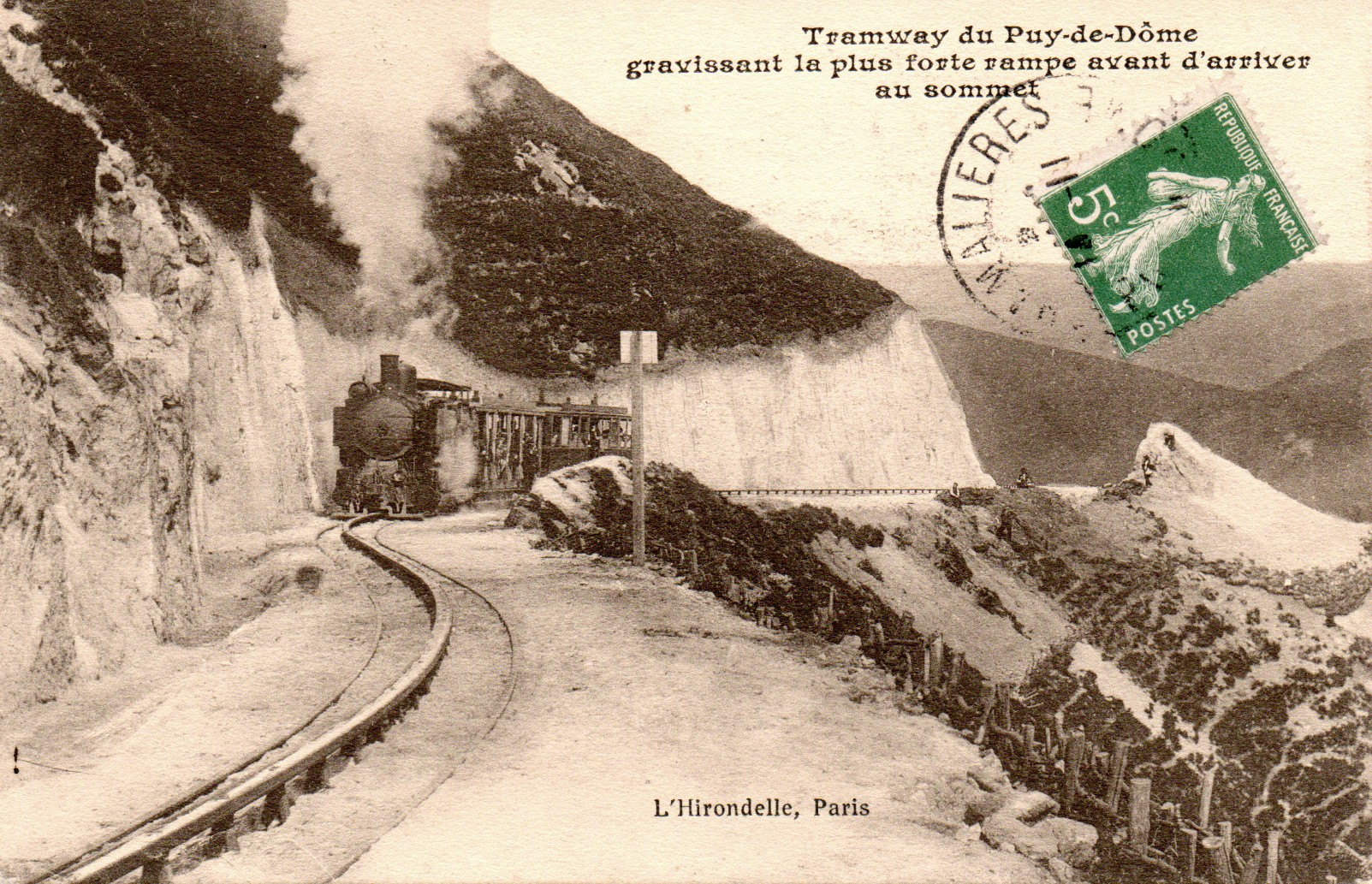

Es existierte bereits von 1907 bis 1926 eine Eisenbahn auf den Puy de Dôme. Sie war mit einer zentralen Bremsschiene nach dem Fell-Prinzip ausgerüstet. Die ab 1906 gebaute Bahn führte vom Place Lamartine in Clermont-Ferrand (Meereshöhe 390 Meter) zu einer künstlichen Plattform in der Nähe des Gipfels auf einer Höhe von 1414 Metern. Die Streckenlänge betrug 14,7 km. Der Betrieb war durchwegs defizitär. Während des Ersten Weltkriegs wurde die Bergstrecke demontiert und die Lokomotiven wurden für die Artillerie requiriert. Erst 1923 wurden die Loks zurückgegeben und die Strecke wurde wieder eingerichtet. Dies konnte nicht verhindern, dass das Unternehmen auf der Trasse der Bahn 1926 eine gebührenpflichtige Straße einrichtete. Die Talstrecke wurde noch bis 1933 als Teil des Tramnetzes weiterbetrieben.
Die neue Bahn wurde am 26. Mai 2012 vorzeitig eröffnet, wurde aber am Nachmittag des Eröffnungstages, gegen 17 Uhr 30 von einem schweren Gewitter heimgesucht und durch Erdrutsche und Überschwemmungen beschädigt. Einige Touristen waren auf dem Gipfel und auf der Strecke einige Stunden blockiert, bis sie evakuiert werden konnten. Nach den Reparaturen konnte der Betrieb am 16. Juni 2012 wieder aufgenommen werden.
Am 28. Oktober 2012 kam es zu einer Entgleisung einer leeren Triebwageneinheit auf einer Weiche im Bereich der Kreuzungsstelle Croisement des Muletiers. Der Conseil général du Puy-de-Dôme verlangte die Einstellung des Betriebs. Ein Audit durch das Schweizer Unternehmen Transports de Martigny et Régions ergab, dass der Unfall auf menschliches Versagen zurückzuführen war und weder Fahrzeuge noch Infrastruktur fehlerhaft waren.
Als Folge des Unfalls wurde der Betreiber durch CFTA, eine auf touristische Bahnbetriebe spezialisierte Tochterfirma von Transdev, ersetzt. Am 2. Mai 2016 wurde der Betrieb wieder aufgenommen, indessen entgleiste am 6. Juli 2016 erneut ein Zug.

## Die Strecke

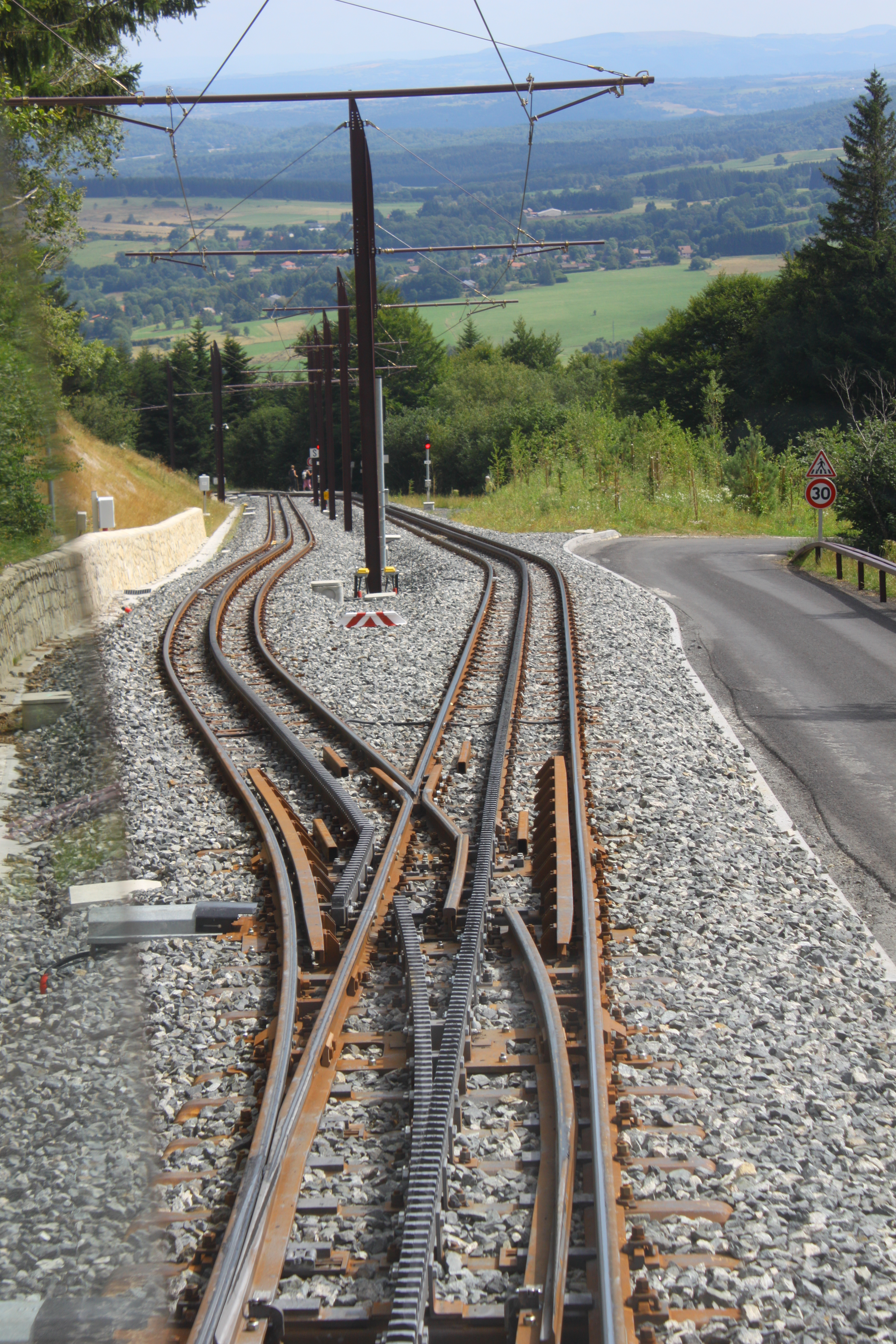
Ausweiche in der Mitte der Strecke

Die Trasse durchquert die Gemeinden Orcines und Ceyssat. Insgesamt mussten 18 Hektar Land erworben werden, bei einer Gesamtausdehnung der Anlage auf 28 Hektar. Die Zufahrt zum Gipfel erfolgt durch Verwendung des vorherigen Straßenplanums, das seinerseits auf der ehemaligen Trasse der ersten Eisenbahn verlief.

## Die Fahrzeuge

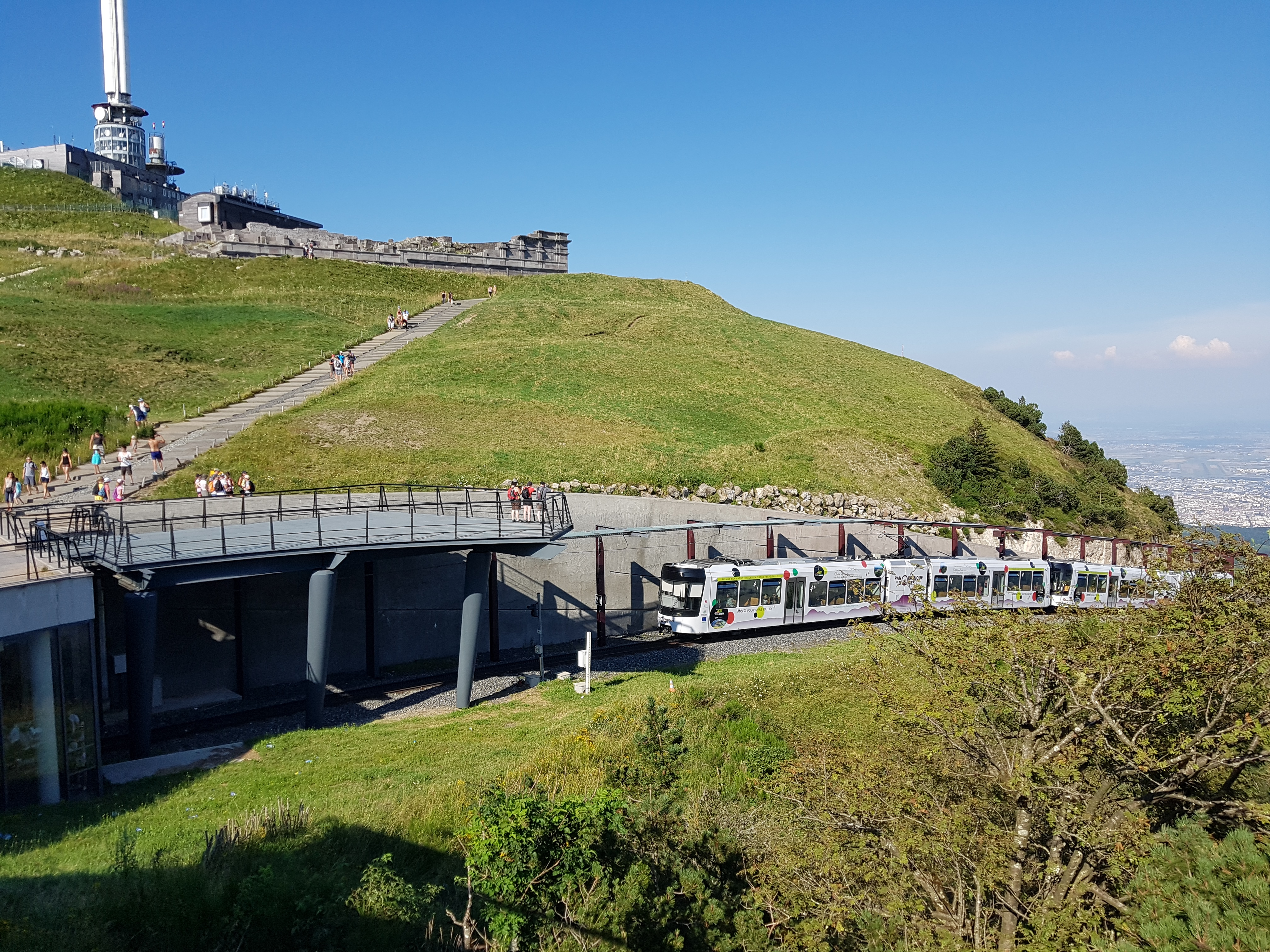
Einfahrt in die Bergstation

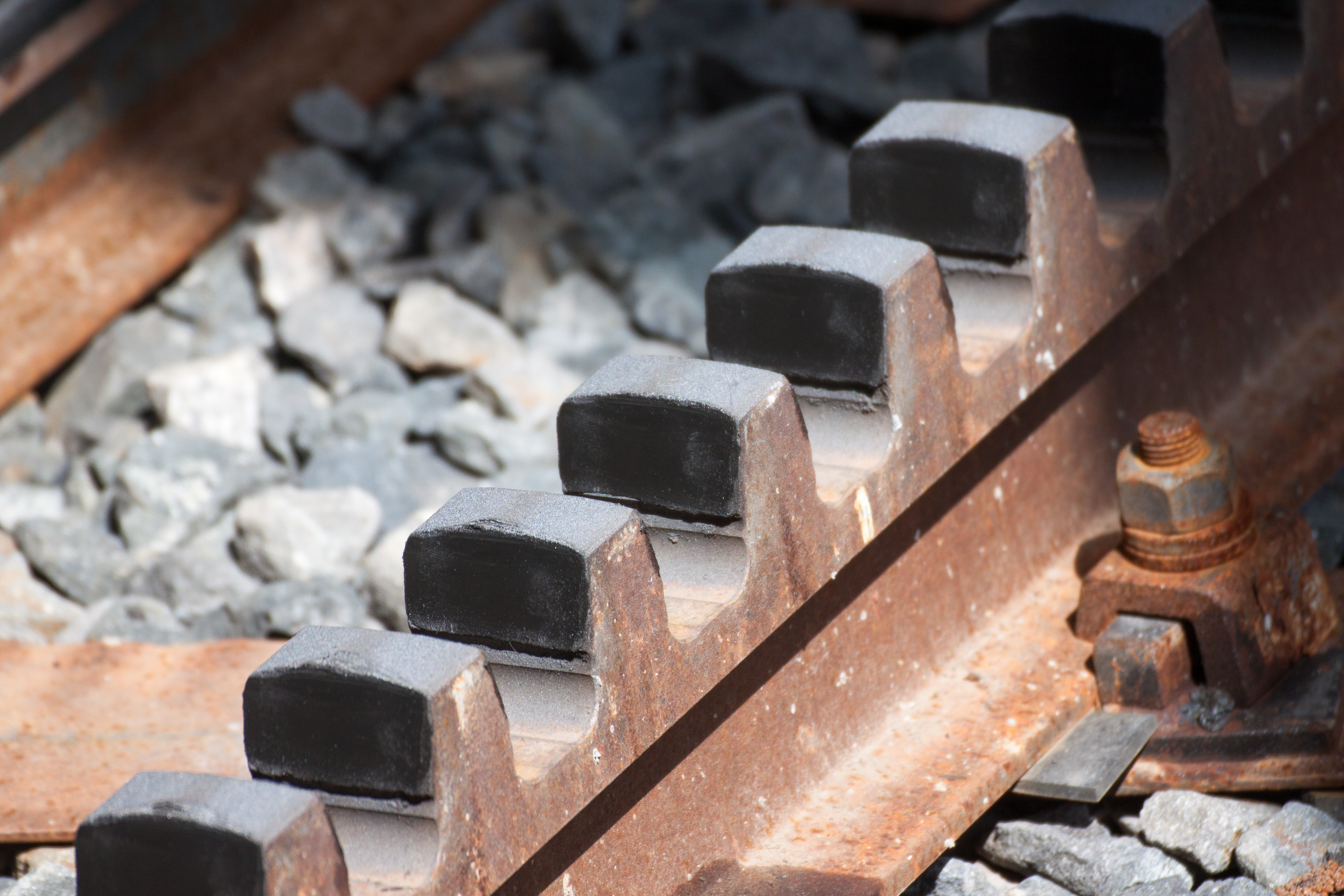
Zahnstange auf der Strecke

Das Schweizer Unternehmen Stadler erhielt eine Bestellung über vier Gelenktriebwagen im November 2009. Diese entsprechen dem Grundtyp GTW 2/6, das heißt, es sind dreiteilige Fahrzeuge mit zwei Drehgestellen an den Enden und einer zweiachsigen Antriebseinheit in der Mitte, auf die die Endwagen aufgesattelt sind.
Gewicht: 45 Tonnen
Länge: 36,5 Meter
Fassungsvermögen: 200 Personen (112 Sitz- und 88 Stehplätze)
Diese Fahrzeuge sind vom selben Typ wie diejenigen der Ferrocarrils de la Generalitat de Catalunya für die Zahnradbahnen Montserrat und Val Nuria.

## Fahrgastzahlen
Das Jahresziel 2012 war auf 300.000 Personen festgelegt worden. Bis zu der Entgleisung wurden 277.000 Passagiere befördert. Am 12. Februar 2015 konnte der einmillionste Reisende begrüßt werden.

## Besucherzentrum
Am Fuß des Vulkans befindet sich ein Gebäude mit Restaurant, Medienräumen, Billettschalter und Abgangsbahnhof. Das Gebäude ist aus Holz und Vulkangestein erbaut. Es ist verglast und erlaubt eine maximale Ausnützung des natürlichen Lichts.

## Betriebsgebäude
Das Gebäude für Depot und Werkstätte ist 406 Meter lang und für die Revision der Triebwagen ausgerüstet. Auch die Verwaltung ist hier untergebracht. Das Bauwerk ist aus Holz und verzinktem Stahl errichtet.

## Bergstation
Die Bergstation auf 1406 Meter ist teilweise in den Hang gebaut und verfügt über großflächige Panoramascheiben. Die Station ist mit einem subalpinen Rasen bedeckt, was zusammen mit der Aufhebung der Parkplätze die Renaturierung des Gipfels erlaubte.

## Finanzierung
- Conseil général du Puy-de-Dôme: 30 Millionen €
- TC Dôme / SNC-Lavalin: 27,6 Millionen €
- Région Auvergne: 6 Millionen €
- Clermont Communauté: 6 Millionen €
- Europäische Union (FEDER): 12 Millionen €
- Staat (plan de Relance): 5 Millionen €